# Alexander Moissejewitsch Weprik
Alexander Moissejewitsch Weprik (russisch Александр Моисеевич Веприк, wiss. Transliteration Aleksandr Moiseevič Veprik; * 11. Junijul. / 23. Juni 1899greg. in Balta, Russisches Kaiserreich; † 13. Oktober 1958 in Moskau, Sowjetunion) war ein sowjetischer Komponist.

## Leben
Weprik wuchs in Warschau auf. Seine Eltern stammten aus jüdisch-orthodoxen Familien, begeisterten sich aber in ihrer frühen Jugend an neuen fortschrittlichen Ideen und lehnten sich gegen die traditionelle jüdische Lebensart auf. Nachdem die Ehe der Eltern zerbrach, floh die Mutter 1909 vor den antisemitischen Pogromen in Polen mit den Kindern nach Leipzig. Alexander Weprik studierte bereits als Kind am Leipziger Konservatorium in der Klavierklasse von Karl Wendling, bis er mit Mutter und Geschwistern nach Beginn des Ersten Weltkriegs nach Russland zurückkehrte. Er arbeitete als Stummfilmpianist und konnte seine Klavierstudien am Sankt Petersburger Konservatorium bei Nikolai Dubassow fortsetzen. Dort begann er dann ein Kompositionsstudium bei Alexander Schitomirski (1918–1921), das er bei Nikolai Mjaskowski am Moskauer Konservatorium abschloss (1921–1923). Von 1923 bis 1943 unterrichtete Weprik selbst am Moskauer Konservatorium, ab 1930 als Professor, ab 1938 als Dekan.
In Moskau war er ein führendes Mitglied der Moskauer Gesellschaft für Jüdische Musik. Zudem wirkte er an einer Reform der musikalischen Hochschulausbildung in der Sowjetunion mit. Zu diesem Zweck wurde er 1927 im Auftrag des Volkskommissariats für Bildung unter Anatoli Lunatscharski nach Deutschland, Österreich und Frankreich entsandt, wo er mit Arnold Schönberg, Paul Hindemith, Maurice Ravel und Arthur Honegger zusammentraf. Weprik war zu jener Zeit ein international erfolgreicher Komponist, seine Werke wurden in Westeuropa und in den Vereinigten Staaten aufgeführt; viele seiner Kompositionen wurden Ende der 1920er-Jahre in Berlin präsentiert, Hermann Scherchen führte 1927 in Leipzig Tänze und Lieder des Ghettos auf, und Arturo Toscanini dirigierte dieses Werk 1933 in der New Yorker Carnegie Hall.
1936 verweigerte Weprik sich der Hetzkampagne gegen Dmitri Schostakowitschs Oper Lady Macbeth von Mzensk und zählte zu den wenigen Komponisten, die das Werk verteidigten. 1940 wurde Weprik nach Kirgisien entsandt, dort entstand seine Oper Toktogul, die noch im selben Jahr im damaligen  Frunse uraufgeführt wurde. 1943 wurde er mit weiteren jüdischen Professoren des Moskauer Konservatoriums fristlos entlassen.
Im Zuge der antisemitischen Übergriffe unter Stalin wurde er 1950 verhaftet und unter der Anschuldigung „jüdischer Nationalist“ in ein Lager des Gulag im Ural deportiert – zu den „Beweisstücken“ zählte ein Brief Toscaninis aus den 1920er-Jahren an Weprik. Nach dem Tod Stalins wurde er 1954 freigelassen.
Sein Werk umfasst eine Oper, Kantaten, Orchester-, Vokal-, Kammer-, Klavier- und Filmmusik. Emotionale Intensität gilt als Stilmerkmal seiner Kompositionen, zusammen mit Michail Gnessin zählte er zu den Klassikern der jüdischen sowjetischen Musik. Sein lange vergessenes Werk wurde zunehmend wiederentdeckt und aufgeführt – u. a. von Jascha Nemtsov, Tabea Zimmermann, Dmitri Sitkowetski, David Geringas und Swetlana Steptschenko.

## Werke (Auswahl)
- Totenlieder für Viola und Klavier, op. 4 (1923)
- Rhapsodie für Viola und Klavier, op. 11 (1926)
- Kaddish für Sopran, Tenor und Kammerensemble (1926)
- Tänze und Lieder des Ghettos für Orchester, op. 12 (1927)
- Sonaten für Klavier 1–3, (1922, 1924, 1928)
- Sinfonie Nr. 1 (1931)
- Sinfonie Nr. 2 (1938)
- Toktogul, Oper (1940)
- Das Volk als Held, Kantate (1955)
- Zwei Poeme für Orchester (1957)
- Improvisation für Orchester (1958)

### Filmmusik
- Die letzte Nacht (1936, Regie Juli Raisman)